# Jacques Constant Benoist
Pour les articles homonymes, voir Benoist.
Jacques Constant Benoist est un homme politique français né le 21 novembre 1794 à Noirmoutier (Vendée) et décédé le 7 janvier 1866 à Pornic (Loire-Atlantique).

## Biographie
Jacques Constant Benoist est le fils de Jacques François Benoist, officier de marine, et de Catherine Julie Mercier. Il épouse Céleste Adèle Pineau, fille du négociant Joseph Jacques Pineau, adjoint au maire de Noirmoutier, et nièce d'Édouard Richer.
Docteur en médecine à Nantes, il est député de la Loire-Atlantique de 1839 à 1842, à la suite de la démission de Félix Cossin, siégeant avec l'opposition de gauche. Donnant à son tour sa démission, l'amiral Théodore Constant Leray lui succède à la Chambre.

## Sources
- « Jacques Constant Benoist », dans Adolphe Robert et Gaston Cougny, Dictionnaire des parlementaires français, Edgar Bourloton, 1889-1891 [détail de l’édition]